# 列斯科夫島 (南極洲)
66°36′S 85°10′E / 66.600°S 85.167°E
列斯科夫島是南極洲的島嶼，位於伊麗莎白公主地，處於西冰架，最高點海拔高度185米，東南面11公里是米哈伊洛夫島，該島嶼在1956年由蘇聯探險隊發現。